# Con parole mie
(Umberto Broccoli alla fine di ogni puntata.)
Con parole mie è stata una trasmissione radiofonica condotta da Umberto Broccoli in onda sulle frequenze di Radio1 dal lunedì al venerdì dalle 15:05 alle 15:34 (prima del 13 gennaio 2014 dalle 14:08 alle 14:47).
Il programma, in onda dal 26 giugno 1999, risultava essere uno dei più seguiti della rete ammiraglia RAI.
Il programma viene chiuso definitivamente venerdì 4 aprile 2014 per avvicendamento palinsesto primavera estate.

## Presentazione
È una trasmissione che «recupera e analizza fatti e persone del quotidiano di ieri, per leggere il quotidiano di oggi», cercando di offrire spunti di riflessione con le problematiche di ieri, a paragone con quelle del mondo d'oggi. Questo avviene attraverso la riflessione sulle parole dei personaggi di epoca antica, come per gli scritti di Seneca, Plinio il giovane, Marco Valerio Marziale e Marco Aurelio, di personaggi storici successivi nel tempo, per quanto riguarda i personaggi come Cristoforo Colombo, ma di coloro che appartengono ad un passato più recente, come per esempio poeti come Alda Merini o Eugenio Montale. Vengono pure sovente utilizzate altre testimonianze del passato, come musiche o la gran quantità di materiale fornito dalle Teche Rai.
Gli approfondimenti tematici sono generalmente su eventi passati, ma dalle ultime stagioni (ed in particolare nelle puntate speciali) sono molto frequenti le riflessioni su avvenimenti del Novecento.

## Conduttore e redazione
Umberto Broccoli è autore e conduttore della trasmissione. Era affiancato da Patrizia Cavalieri per i testi delle puntate e, in redazione, da Roberta Genuini, Cecilia Mosetti, Annalisa Lullo (fino al 2009), Natalia Sangiorgi e Giggi Fazi.
Per le Teche Rai partecipava alla lavorazione delle puntate Guglielmina "Mimmi" Micocci, mentre Gottardo Montano, di frequente, si occupava del «colore dei suoni».

Dal 2005 il Maestro Luca Bernardini si occupava anche della regia musicale.

Nella stagione invernale del programma 2009-2010, dal 21 settembre 2009 la voce di Seneca è stata interpretata dal giornalista e radiocronista sportivo Alfredo Provenzali, mentre la voce di Cristoforo Colombo nella stagione estiva 2010 è affidata ad Enrico Cattaneo. Dal 13 settembre, con l'avvio della serie invernale 2010/2011, la voce di Plinio il giovane è affidata al giornalista Cesare Palandri.
L'interpretazione di personaggi femminili è spesso affidata alle voci di Valentina Montanari o di Fiammetta d'Angelo.
Alle puntate in palinsesto si accompagnano puntate speciali e trasferte presso le città d'Italia che, all'occasione, stipulano convenzioni con l'azienda RAI. In genere una parte del palinsesto estivo, durante queste trasferte, è messa in onda da Viareggio o da Fermo.

## Musiche di scena e scaletta del programma
Durante il programma vengono utilizzati vari sottofondi musicali, eseguiti molte volte dallo stesso Luca Bernardini, per accompagnare le letture e le riflessioni; sono molto numerosi e in continuo aumento, ma ecco i più ricorrenti:
- Titoli di testa: Pavane di Gabriel Fauré.
- Sigla prima parte: Shéhérazade - The Story of the Kalendar Prince di Nikolaj Rimskij-Korsakov.
- Roma/Seneca: Now we are free di Lisa Gerrard.
- Egitto: La mummia di Jerry Goldsmith (dal film La mummia, 1999).
- Marziale: Wedding song di Andrew Powell (dal film Ladyhawke, 1985).
- Sigla seconda parte: Seconda navigazione di Roberto Cacciapaglia.
- Viaggio di "Fortuna Maris": il segreto del Sahara di Ennio Morricone (fino a dicembre 2008).
- Viaggio della Caravella Preziosa Colomba: Wind Song di Roberto Cacciapaglia.
- Viaggio del tappeto volante:  Flying with Falcor, tratto da La storia infinita.
- Seconda parte:
  - Comptine d'un autre ete di Yann Tiersen.
  - Hier encore di Charles Aznavour.
  - La mer di Charles Trenet.
  - Le onde di Ludovico Einaudi.
  - Lir di Wim Mertens.
  - Lullaby di Goran Bregović.
  - Nuovo Cinema Paradiso di Ennio Morricone (dal film Nuovo cinema Paradiso, 1988).
  - Stasera l'aria è fresca di Goran Kuzminac.
  - Wild Sea e Luminous night di Roberto Cacciapaglia.
- Pre-finale (poesia):
  - Struggle for Pleasure di Wim Mertens.
  - Waltz 2 from jazz Suite di Dmitrij Dmitrievič Šostakovič (dal film Eyes Wide Shut, 1999).
- Titoli di coda: Pavane di Gabriel Fauré.

### Scelte musicali
Contestualmente alla lettura, i testi vengono periodicamente intervallati da brani di musica leggera italiana e non; come introduzione o dopo passi letterari o testimonianze antiche (come per come accade per i brani di Seneca) è consuetudine per ogni puntata la presenza di una canzone-guida che viene poi "ripresa" prima dei saluti finali.
Gli artisti principalmente più riproposti durante la stagione radiofonica sono Alberto Fortis, Fiorella Mannoia, Franco Fanigliulo, Giuni Russo, Mario Castelnuovo, Lucio Battisti, Antonello Venditti, Claudio Baglioni, Francesco De Gregori e Franco Battiato.

## Puntate e tematiche affrontate
Nella stagione invernale 2009/2010 ogni lunedì e venerdì veniva affrontato un argomento a carattere storico, scegliendolo tra gli avvenimenti recenti della storia contemporanea italiana e non. Generalmente i più seri e impegnati erano trattati nella puntata del lunedì. Alle tre giornate infrasettimanali del martedì, mercoledì e giovedì era riferito invece lo schema classico delle puntate, basato su letture dai testi di Seneca e del mondo antico.
Il tema portante delle riflessioni della stagione estiva 2010 era il viaggio: prendendo spunto dal viaggio reale di Cristoforo Colombo dalla Spagna all'America, la redazione di Con parole mie si è imbarcata sulla Preziosa Colomba per un viaggio immaginario dalla foce del Tevere verso le coste italiane. Dal 10 agosto al 29 agosto Con parole mie è andata in onda da Fermo. Da giugno alla prima settimana di settembre è inoltre andata in onda una serie di puntate domenicali incentrate su una antologia storica della radio.
Con il cambio di palinsesto di settembre 2010 inizia la stagione invernale 2010/2011. Le puntate prendono spunto dalle riflessioni sulla vita contenute nelle lettere di Gaio Plinio Cecilio Secondo (Plinio il Giovane) e da altri testi del mondo antico. A partire da metà novembre le puntate del lunedì e del venerdì sono dedicate alla storia contemporanea, mentre gli episodi del martedì, del mercoledì e del giovedì trattano i consueti temi sull'antichità.
La stagione estiva 2011 viene dedicata, come la precedente serie vacanziera, al viaggio. In particolare in questa serie di puntate, iniziata a luglio e terminata a settembre, il conduttore immagina di sorvolare le più belle città d'Italia sopra un tappeto volante in compagnia del genio della lampada Giù Fa, rivelatosi nell'ultima puntata Luca Bernardini. Come "indicazioni per il viaggio" vengono usati gli scritti dei grandi autori arabi del passato. Ogni domenica mattina, inoltre, va in onda una serie di puntate aventi per tema "una vacanza con la radio per visitare i luoghi di villeggiatura".
Il 12 settembre 2011 prende il via la stagione invernale 2011/2012 di Con parole mie. Sulla scia dei palinsesti degli anni precedenti e conformemente alla consolidata "tradizione" di riflettere sul presente attraverso gli scritti del passato, a caratterizzare la trasmissione sono le riflessioni filosofiche di Sant'Agostino, tratte dalle sue Confessioni, insieme a testimonianze di altri autori.
Dal 2 luglio 2012 fino al 7 settembre va in onda la stagione estiva, preceduta da alcuni episodi basati sulla lettura di favole dell'antichità. In questa stagione Umberto Broccoli compie un viaggio immaginario nei cieli d'Italia a bordo della slitta volante di Lino, Babbo Natale, che lo accompagna nel viaggio (Lino è impersonato da Luca Bernardini).

## Curiosità
- Dal mese di marzo 2010 risulta essere ininterrottamente il programma dell'intero palinsesto di Radio Rai più scaricato in podcast.[4]